# Synagoga Chasam Spoher w Nowym Jorku
Synagoga Chasam Spoher – synagoga położona przy ulicy 10 Clinton Street w Nowym Jorku na wyspie Manhattan. Świątynia została założona w 1892 roku przez dwóch żydowskich imigrantów z Polski.
Budynek synagogi został założony na miejscu byłej synagogi Rodeph Sholom założonej w 1852 roku. W 2004 roku rozpoczęto renowację budynku synagogi, która zakończyła się w 2006 roku. W czasie renowacji wymieniono okna, odrestaurowano fasadę synagogi, a także odnowiono ogród znajdujący się przy synagodze. Pieniądze na realizację tego przedsięwzięcia pochodziły z darowizn, które otrzymano z lokalnej gminy żydowskiej.